# Мегапожар
Мегапожарите са изключително интензивни горски пожари, които унищожават големи територии. Характеризират се по своите размери, продължителност, интензитет и неконтролируемост.

## Определение
Понятието мегапожар е възможно да варира между различните региони и държави. В Европа мегапожарите са пожари, засягащи най-малко 1 000 хектара (2 470 акра), докато в САЩ и на други места като такива могат да се квалифицират пожари, които започват от 10 000 хектара (24 710 акра).
Изследване на НАСА от 2019 година разширява дефиницията за мегапожар, като интегрира множество фактори: „С глобалното затопляне и почти цял век на политика по недопускане на пожари, горските пожари днес са станали много по-екстремни като размери, катастрофичност, сложност на поведението и устойчивост на потушаване. Такива пожари е станало обичайно да се наричат мегапожари и в историческите си вариации достигат до крайности.“
Съгласно едно наблюдение, направено през 2019 година, само 3% от всички пожари на планетата достигат до статут на мегапожари, но при все това причиняват повече от 50% от унищожените земни площи.
През последните години, няколко пожара достигат над един милион акра, превръщайки се по същество в т.нар. гигапожари. В това число влизат Пожарът в националния парк Йелоустоун от 1988 година (en) в Монтана и Айдахо, при който изгарят 1,58 милиона акра; пожарът в комплекса Тейлър (en) в Аляска, при която изгарят 1,3 милиона акра през 2004 година, пожарите, унищожили 1,5 милиона акра в австралийските щати Виктория и Ню Саут Уелс през 2020 година и пожарите в Калифорния през 2020 година.

## Начин на действие
Мегапожарите характерно са толкова мащабни и интензивни, че формират собствени климатични системи в атмосферата над тях. Формират се облаци от тип „пирокумулус“ или „пирокумулонимбус“, причиняващи огнени бури (огнени торнада) и гигантски гръмотевични бури. Тези видове облаци обичайно съдържат много малко дъжд, но имат силен гръмотевичен потенциал, а това на свой ред лесно може да предизвика и разпространи нови пожари.
Мегапожарите могат да се получат и в резултат от обединяването в един на множество отделни пожари, действащи на различни места в една територия, както се случва например при Пожарите в Австралия през 2019 – 2020 година.

## Причини
Мегапожарите могат да се дължат на разнообразни фактори като високи температури, засушаване, човешка дейност, заболявания по горските насаждения, които ги правят по-уязвими и податливи на пожари. Почти всички (96%) от най-унищожителните 500 мегапожара през десетилетието от 2010 до 2020 година възникват в периоди на необичайно големи жеги и/или засушавания. Броят на неконтролируемите мегапожари нараства.

## Вероятност за възникване
Доклад на ООН от 2022 година твърди, че в края на XXI век вероятността от възникване на мащабен горски пожар някъде по света от калибъра на австралийското „черно лято“ през 2019 – 2020 или на пожарите зад полярния кръг през 2020 година – ще нараснат от 31% на 57%.

## Исторически мегапожари
Мегапожари са засягали множество региони по света, включително Амазония, Калифорния, Австралия, Сибир, Гренландия, Средиземноморието и басейна на река Конго. Проявяват се на всичките шест континента, които са постоянно обитаеми, включително и области близо до Полярния кръг.
През ноември 2018 година, мегапожарът в Калифорния отнема живота на 85 души и унищожава 60 000 хектара (150 000 акра).
Към началото на 2019 година страните в Средиземноморския басейн, които страдат ежегодно от мегапожари, са Испания, Португалия, Турция и Гърция.
В края на 2019 година, Бразилия, Конго, Русия и САЩ са потърпевши от мегапожари, описвани като „безпрецедентни“.
През юли 2021 година мегапожарът в Орегон се оказва неконтролируем за противопожарните служби и е толкова голям, че води до изменения на локалния климат.